# Thamsanqa Sangweni
Thamsanqa Sangweni (ur. 26 maja 1989 w Empangeni) – południowoafrykański piłkarz grający na pozycji defensywnego pomocnika. Od 2022 jest zawodnikiem klubu BCM Stars FC.

## Kariera klubowa
Swoją karierę piłkarską Sangweni rozpoczął w klubie AmaZulu FC z Durbanu. W 2009 roku stał się członkiem pierwszego zespołu. 3 października 2009 zadebiutował w nim w Premier Soccer League w wygranym 2:1 domowym meczu z Moroka Swallows. W AmaZulu grał przez trzy sezony.
W 2012 roku Sangweni przeszedł do Mamelodi Sundowns. Swój debiut w nim zaliczył 11 sierpnia 2012 w zwycięskim 1:0 domowym spotkaniu z Chippa United FC. W Mamelodi spędził sezon.
W 2013 roku Sangweni został zawodnikiem klubu Ajaksu Kapsztad. Swój debiut w nim zanotował 18 lutego 2013 w zremisowanym 0:0 domowym meczu z Orlando Pirates Johannesburg. Zawodnikiem Ajaksu był przez rok.
Latem 2014 roku Sangweni przeszedł do Chippa United. Swój debiut w nim zaliczył 9 sierpnia 2014 w zwycięskim 2:0 domowym meczu z Platinum Stars. Następnie grał w Orlando Pirates, ponownie Chippa United, Richards Bay FC, Maritzburg United FC, Mbabane Highlanders FC, ponownie Chippa United i TS Sporting FC. W 2022 przeszedł do BMC Stars FC.
| Sezon   | Klub                   | Kraj              | Rozgrywki               | Mecze | Gole |
| ------- | ---------------------- | ----------------- | ----------------------- | ----- | ---- |
| 2009/10 | AmaZulu FC             | Południowa Afryka | PSL                     | 13    | 1    |
| 2010/11 | AmaZulu FC             | Południowa Afryka | PSL                     | 17    | 0    |
| 2011/12 | AmaZulu FC             | Południowa Afryka | PSL                     | 20    | 3    |
| 2012/13 | Mamelodi Sundowns      | Południowa Afryka | PSL                     | 11    | 1    |
| 2013/14 | Ajax Kapsztad          | Południowa Afryka | PSL                     | 7     | 0    |
| 2014/15 | Chippa United FC       | Południowa Afryka | PSL                     | 19    | 2    |
| 2015/16 | Chippa United FC       | Południowa Afryka | PSL                     | 18    | 1    |
| 2016/17 | Chippa United FC       | Południowa Afryka | PSL                     | 21    | 1    |
| 2017/18 | Orlando Pirates        | Południowa Afryka | PSL                     | 3     | 0    |
| 2018/19 | Chippa United FC       | Południowa Afryka | PSL                     | 13    | 0    |
| 2018/19 | Chippa United FC       | Południowa Afryka | National First Division | 6     | 0    |
| 2019/20 | Maritzburg United FC   | Południowa Afryka | PSL                     | 2     | 0    |
| 2020/21 | Mbabane Highlanders FC | Eswatini          | Premier League          | ?     | ?    |
| 2020/21 | Chippa United FC       | Południowa Afryka | PSL                     | 8     | 0    |
| 2021/22 | TS Sporting FC         | Południowa Afryka | National First Division | 8     | 0    |

## Kariera reprezentacyjna
W reprezentacji Południowej Afryki Sangweni zadebiutował 29 lutego 2012 w zremisowanym 0:0 towarzyskim meczu z Senegalem. W 2015 roku został powołany do kadry na Puchar Narodów Afryki 2015. Był na nim rezerwowym i nie rozegrał żadnego meczu. Od 2012 do 2015 rozegrał w kadrze narodowej 4 mecze.